# Kalanchoe obtusa
Kalanchoe obtusa är en fetbladsväxtart som beskrevs av Adolf Engler. Kalanchoe obtusa ingår i släktet Kalanchoe och familjen fetbladsväxter. Inga underarter finns listade i Catalogue of Life.